# B-сплайн
B-сплайн— сплайн-функція, що має мінімальний носій для заданого степеня, гладкості та області визначення.
Фундаментальна теорема стверджує, що довільна сплайн-функція заданого степеня, гладкості і області визначення може бути представлена як лінійна комбінація B-сплайнів того ж степеня і гладкості на тій же області визначення.
Термін B-сплайн запровадив Ісак Яков Шонберг у 1978 році і є скороченням від словосполучення «базисний сплайн». B-сплайни є узагальненням кривих Без'є, вони допомагають уникнути феномену Рунге при високих степенях полінома.

## Визначення
B-сплайн степеня n з заданими вузлами:
{\displaystyle t_{0}\leq t_{1}\leq \cdots \leq t_{m}}
та (m−n) контрольними точками
{\displaystyle \mathbf {P} _{0}\ldots \mathbf {P} _{m-n-1}}
це параметрична крива, що складена з базисних B-сплайнів степеня n
{\displaystyle \mathbf {S} (t)=\sum _{i=0}^{m-n-1}\mathbf {P} _{i}b_{i,n}(t),\qquad t\in [t_{n},t_{m-n}].}
Базисні B-сплайни визначаються рекурсивними формулами:
{\displaystyle b_{j,0}(t):=1_{[t_{j},t_{j+1})}={\begin{cases}1,&\quad t\in [t_{j},t_{j+1})\\0,&\quad t\notin [t_{j},t_{j+1})\end{cases}}.}
{\displaystyle b_{j,n}(t):={\frac {t-t_{j}}{t_{j+n}-t_{j}}}b_{j,n-1}(t)+{\frac {t_{j+n+1}-t}{t_{j+n+1}-t_{j+1}}}b_{j+1,n-1}(t)\;\quad >0} при {\displaystyle t\in [t_{j},\;t_{j+n+1}).}
При однаковій відстані між сусідніми вузлами B-сплайни називаються однорідними, в протилежному випадку — неоднорідними.

### Однорідні B-сплайни
Для однорідних B-сплайнів, базисні B-сплайни однакового степеня є зміщеними екземплярами однієї функції. Нерекурсивним визначенням базисних B-сплайнів є 
{\displaystyle b_{j,n}(t)=b_{n}(t-t_{j}),\qquad \;j={\overline {0,m-n-1}},}
де
{\displaystyle b_{n}(t):={\frac {n+1}{n}}\sum _{i=0}^{n+1}\omega _{i,n}(t-t_{i})_{+}^{n},\qquad \omega _{i,n}:=\prod _{j=0,j\neq i}^{n+1}{\frac {1}{t_{j}-t_{i}}}.}

### Кардинальні B-сплайни
Визначимо B0 як індикаторну функцію відрізку {\displaystyle [-{\tfrac {1}{2}},{\tfrac {1}{2}}]} і Bk рекурсивно через згортку
{\displaystyle B_{k}(t):=B_{0}(t)*B_{k-1}(t)=\int _{\mathbb {R} }B_{0}(t-\tau )B_{k-1}(\tau )\,d\tau =\int _{t-{\tfrac {1}{2}}}^{t+{\tfrac {1}{2}}}B_{k-1}(\tau )\,d\tau ,\quad k\in \mathbb {N} }
Bk має носій {\displaystyle [-{\tfrac {k+1}{2}},{\tfrac {k+1}{2}}].}

## Приклади

### Константні B-сплайни
Це найпростіші сплайни. Вони не є навіть неперервними.
{\displaystyle b_{j,0}(t)=1_{[t_{j},t_{j+1})}\qquad B_{0}(t)=1_{[-{\tfrac {1}{2}},{\tfrac {1}{2}})}.}

### Лінійні B-сплайни
Лінійні B-сплайни є неперервними, але не диференційовними.
{\displaystyle b_{j,1}(t)={\begin{cases}{\frac {t-t_{j}}{t_{j+1}-t_{j}}},&\quad t\in [t_{j},\;t_{j+1})\\{\frac {t_{j+2}-t}{t_{j+2}-t_{j+1}}},&\quad t\in [t_{j+1},\;t_{j+2})\end{cases}}\qquad B_{1}(t)={\begin{cases}t+1,&t\in [-1,\;0)\\1-t,&t\in [0,\;+1)\end{cases}}}

### Однорідні квадратичні B-сплайни
Є найбільш вживаною формою B-сплайнів.
{\displaystyle b_{2}(t)=b_{j,2}(t)={\begin{cases}{\frac {1}{2}}(t-t_{j})^{2},&t\in [t_{j},\;t_{j+1})\\-(t-t_{j+1})^{2}+(t-t_{j+1})+{\frac {1}{2}},&t\in [t_{j+1},\;t_{j+2})\\{\frac {1}{2}}(1-(t-t_{j+2}))^{2},&t\in [t_{j+2},\;t_{j+3})\end{cases}}\qquad B_{2}(t)={\begin{cases}{\frac {1}{2}}(t+{\frac {3}{2}})^{2},&t\in [-{\frac {3}{2}},\;-{\frac {1}{2}})\\{\frac {3}{4}}-t^{2},&t\in [-{\frac {1}{2}},\;+{\frac {1}{2}})\\{\frac {1}{2}}(t-{\frac {3}{2}})^{2},&t\in [{\frac {1}{2}},\;{\frac {3}{2}})\end{cases}}}
В матричній формі:
{\displaystyle \mathbf {S} _{i}(t)={\begin{bmatrix}t^{2}&t&1\end{bmatrix}}{\frac {1}{2}}{\begin{bmatrix}1&-2&1\\-2&2&0\\1&1&0\end{bmatrix}}{\begin{bmatrix}\mathbf {p} _{i-1}\\\mathbf {p} _{i}\\\mathbf {p} _{i+1}\end{bmatrix}},\qquad t\in [0,1],\quad i={\overline {1,m-1}}}

### Однорідні кубічні B-сплайни
{\displaystyle b_{3}(t)=b_{j,3}(t)={\begin{cases}{\frac {1}{6}}(t-t_{j})^{3},&t\in [t_{j},\;t_{j+1})\\{\frac {1}{6}}\left(-3(t-t_{j+1})^{3}+3(t-t_{j+1})^{2}+3(t-t_{j+1})+1\right),&t\in [t_{j+1},\;t_{j+2})\\...,&t\in [t_{j+2},\;t_{j+3})\\{\frac {1}{6}}(1-(t-t_{j+3}))^{3},&t\in [t_{j+3},\;t_{j+4})\end{cases}}}
{\displaystyle B_{3}(t)={\begin{cases}{\frac {1}{6}}(t+2)^{3},&t\in [-2,\;-1)\\{\frac {1}{6}}(-3t^{3}-6t^{2}+4),&t\in [-1,\;0)\\{\frac {1}{6}}(3t^{3}-6t^{2}+4),&t\in [0,\;1)\\{\frac {1}{6}}(-t+2)^{3},&t\in [1,\;2)\end{cases}}}
В матричній формі:
{\displaystyle \mathbf {S} _{i}(t)={\begin{bmatrix}t^{3}&t^{2}&t&1\end{bmatrix}}{\frac {1}{6}}{\begin{bmatrix}-1&3&-3&1\\3&-6&3&0\\-3&0&3&0\\1&4&1&0\end{bmatrix}}{\begin{bmatrix}\mathbf {p} _{i-1}\\\mathbf {p} _{i}\\\mathbf {p} _{i+1}\\\mathbf {p} _{i+2}\end{bmatrix}},\quad t\in [0,1].}